# Долна Студена
Долна Студена е село в Северна България. То се намира в община Ценово, област Русе.

## География
В близост протича река Янтра. От едната страна на реката е селото, а от другата се издигат красиви възвишения, покрити с гори и ниви.

## История
По време на наводненията през 2005 г. се срутва мостът свързващ селото със село Ботров и град Бяла. На 22 септември 2007 г. е направено откриване на вече възстановения мост.
При избухването на Балканската война един човек от Долна Студена е доброволец в Македоно-одринското опълчение.
Селището е разположено на левия бряг на река Янтра при един от големите и меандри. Археологическите останки дават основание възникването му да се отнесе към 3 – 4 век на новата ера. Най-силно впечатление прави римският водопровод. Той води началото си от местността „Извора“, минава по полите на възвишението „Гидиклията“, училищния и читалищен двор и завършва с две каменни чешми в дворовете на братя Залъмови и Петко И. Чернев, днес напълно разрушени. При съвременното строителство голяма част от водопроводните тръби са извадени, а в миналото са използвани за направа на комини.
В документи, запазени в Окръжния архив по краезнание днешното селище се споменава през 1433 г. във връзка с данъка джизие с името Истудена заедно със с. Кривина, с. Красен и с. Кацелово. Фактът че селището е назовано със славянско име около 35 г. след падането на страната под османско владичество дава основание да се предположи, че то е съществувало и по време на Втората българска държава.
От 16 век то е включено в Никополския санджак. Българската част от населението е определена да изпълнява специални задължения към Османската държава- да служи в обоза на войската, да коси султанските ливади и да копае окопи. Носителите на тези задължения се наричали войнугани, а селищата-войнугански. Такива били Долна Студена, Ботров, Полско Косово. Раздавали им земя, за която не плащали данъци. Днес тези участъци в село Долна Студена още носят названието „Войнушко“.

## Културни и природни забележителности
- Паметник от пражкото въстание и паметник в местността Азмака няма такива

## Редовни събития
- 11 ноември – събор на селото

## Други
Нос Студена на остров Анвер в Антарктика е наименуван в чест на село Долна Студена.